# Миро (поэтесса)
Миро́ или Мойро́ (греч. Μυρώ, Μοιρώ) — древнегреческая поэтесса из города Византий, жена Андромаха Филолога и мать трагика Гомера; жила в III веке до н. э.
Писала эпические, элегические и лирические стихи, из которых до наших дней сохранилось очень мало. Афиней в «Пире мудрецов» цитирует отрывок из её эпического стихотворения «Μνημοσύνη» и две эпиграммы, включённые в греческую антологию.
Миро также написала гимн Посейдону и несколько стихов под названием «Молитвы» (Ἀραί).
Миро в каноне александрийцев ставится рядом с Эринной и Праксиллой.